# Aqtöbe

Localização de Aqtöbe

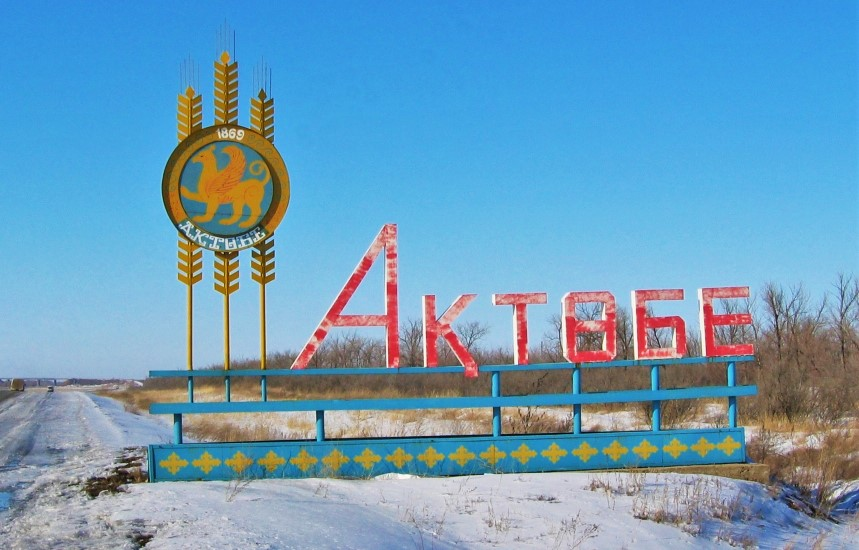
Brasão de armas de Aqtöbe na margem de uma rodovia sinalizando o limite da cidade

Aqtöbe (Ақтөбе, em cazaque) ou Aktjubinsk (Актюбинск, em russo) é a capital da região de Aqtöbe, no Cazaquistão. Tem uma população de aproximadamente 371.000 habitantes no censo de 2013.

## Geografia
A cidade esta situada na parte mais ocidental do país, sendo a segunda região com maior área do país. Aqtöbe se situa no encontro dos rios Kargala e Ilek. A cidade tem alguma proximidade com a fronteira com a Rússia, mais ao norte.

## Economia
Na área mais afastada do centro da cidade, a agricultura e pecuária (carne bovina e carneiro) são importantes fontes de renda.
A principal atividade da cidade é a extração de petróleo e gás natural, com diversos investimentos de empresas chinesas e britânicas nas ultimas décadas. Ao sul da cidade encontra-se grandes depósitos de fósforo e campos petrolíferos.